# 1655 в Україні

## Події
- На початку року Іван Богун зумів відстояти Умань від штурму поляків.
- 19 січня відбулася Охматівська битва, не визначивши переможця.
- 19 вересня почалася облога козацькими військами Львова та битва під Городком.
- 12 листопада відбулася Битва під Озерною.
- 23 листопада укладено угоду між Богданом Хмельницьким і кримським ханом, за якою Хмельницький відмовлявся від підтримки московитів.

## Особи

### Народились
- Августин (Лодзята) (1655—1691) — єпископ Руської Унійної Церкви; єпископ-коад'ютор (1685—1687), а з 1687 року єпископ Холмський і Белзький.

### Померли
- 17 жовтня Золотаренко Іван Никифорович (? — 1655) — полковник корсунський (1652) і ніжинський (1652—1655), наказний гетьман Сіверський (1654—1655).
- Ганна Старша Половець (1636—1655) — дружина майбутнього гетьмана Правобережної України Петра Дорошенка.
- Осип Глух (? — 1655) — уманський полковник (1648—1655).
- Войцех Капінос (молодший) (1577—1655) — львівський скульптор і будівничий, представник пізнього Ренесансу.
- Мужиловський Силуян Андрійович (16?? — 1655) — військовий діяч та дипломат часів Хмельниччини, посол Гетьманщини в Московії (січень-березень 1649, квітень-травень 1653), посол Гетьманщини в Литві (серпень 1649), посол Гетьманщини в Османській імперії (1651).

## Засновані, зведені
- Охтирський полк
- Воропаїв
- Куп'янськ
- Липці
- Ничипорівка